# Västra Broby distrikt
Västra Broby distrikt är ett distrikt i Åstorps kommun och Skåne län. 
Distriktet ligger väster om Åstorp. 

## Tidigare administrativ tillhörighet
Distriktet inrättades 2016 och utgörs av en del av området som Åstorps köping omfattade till 1971, delen som före 1952 utgjorde Västra Broby socken.
Området motsvarar den omfattning Västra Broby församling hade 1999/2000.